# Abbas-Mirza-Moschee (Jerewan)
Die Abbas-Mirza-Moschee war eine Anfang des 19. Jahrhunderts fertiggestellte schiitische Moschee in Jerewan. Sie wurde in sowjetischer Zeit zerstört.

## Geschichte
Die Moschee wurde zu Beginn des 19. Jahrhunderts während der Herrschaft des letzten Khans (Gouverneurs) des Khanats Jerewan, Huseyn Khan, erbaut. Sie wurde Abbas-Mirza-Moschee genannt, nach dem Kadscharen-Kronprinzen Abbas Mirza, dem Sohn von Fath Ali Schah. Die Fassade der Moschee war mit grünem und blauem Glas verkleidet, das den persischen Baustil widerspiegelt. Nach der Eroberung von Jerewan durch das Russische Kaiserreich wurde die Moschee als Arsenal genutzt und später in eine Kaserne umgebaut. Unter sowjetischer Herrschaft wurde das Gebäude zerstört. Nur wenige Mauerreste sind noch erhalten.

## Bildergalerie

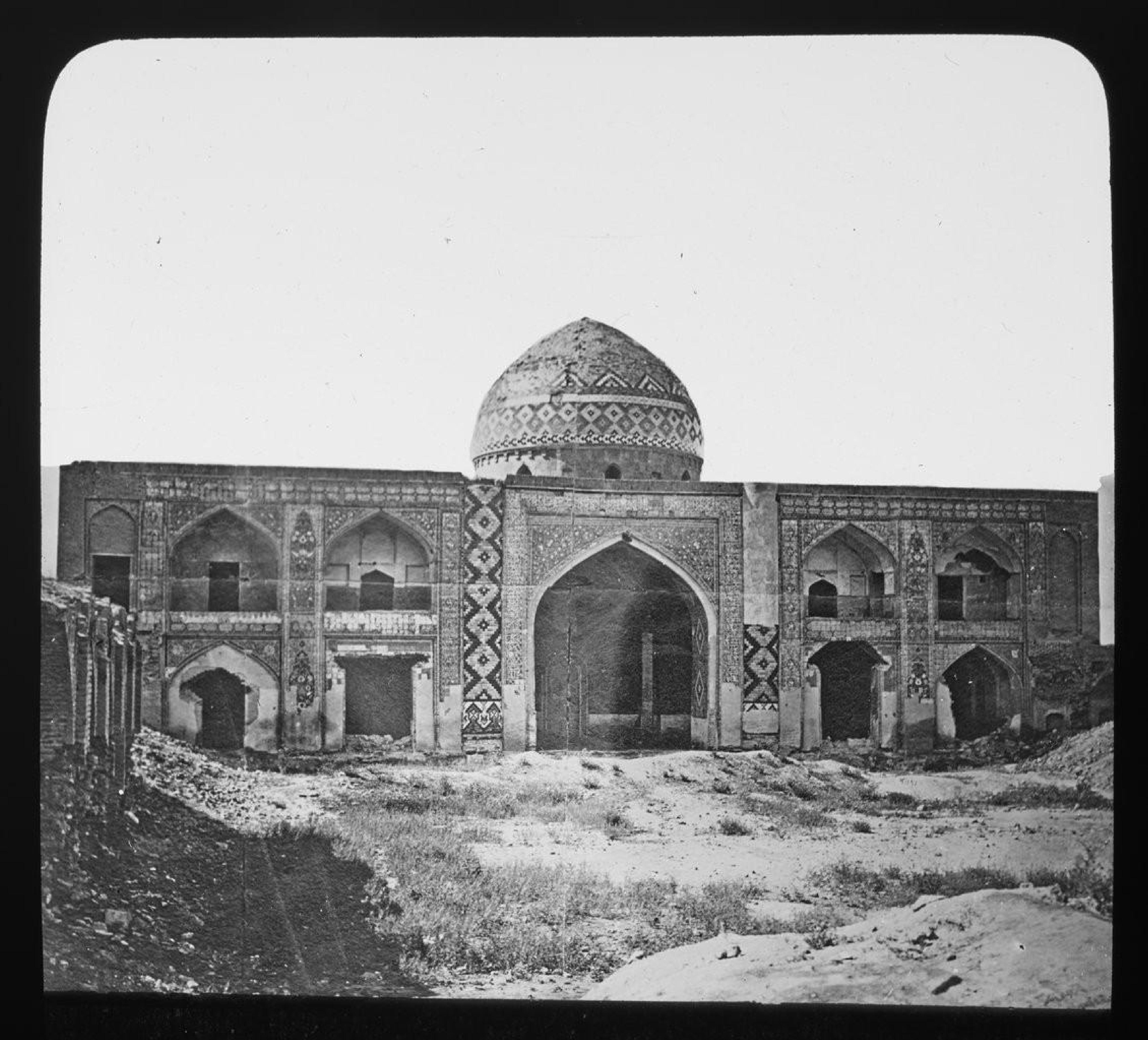
ca. 1883/84
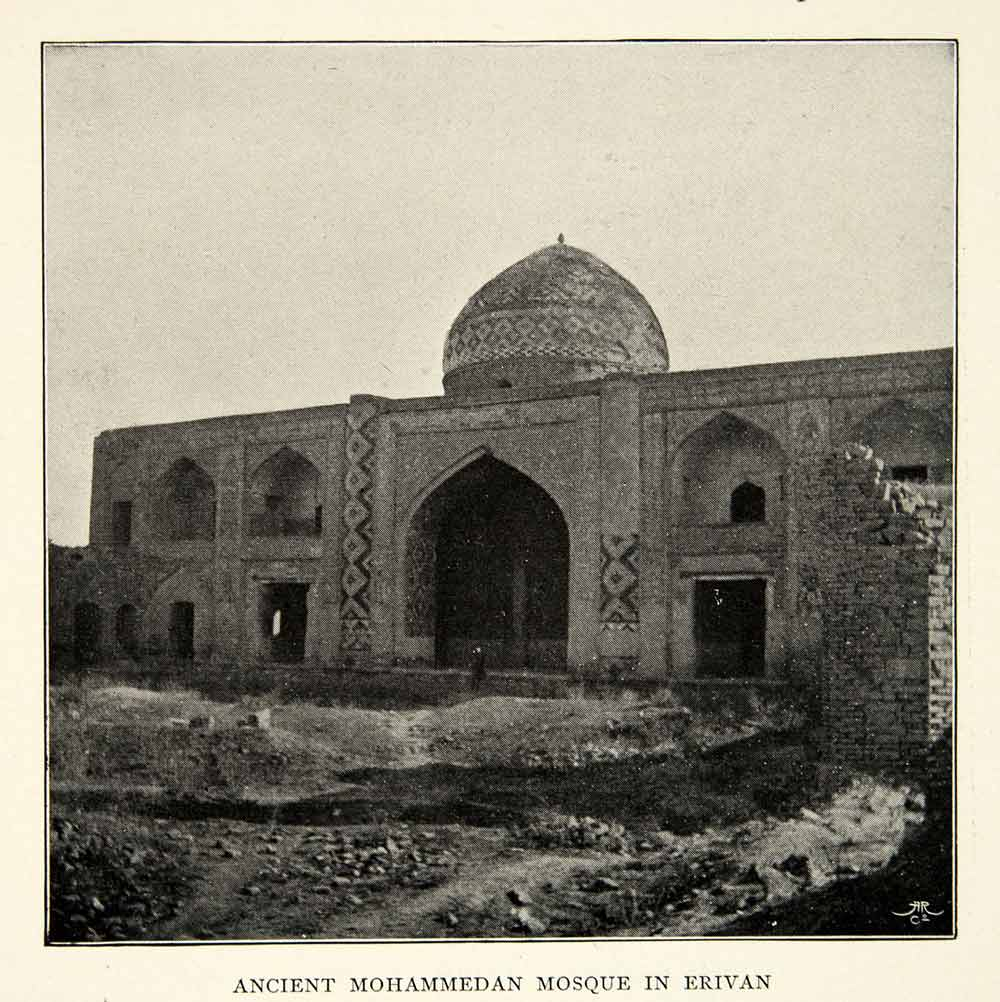
1899
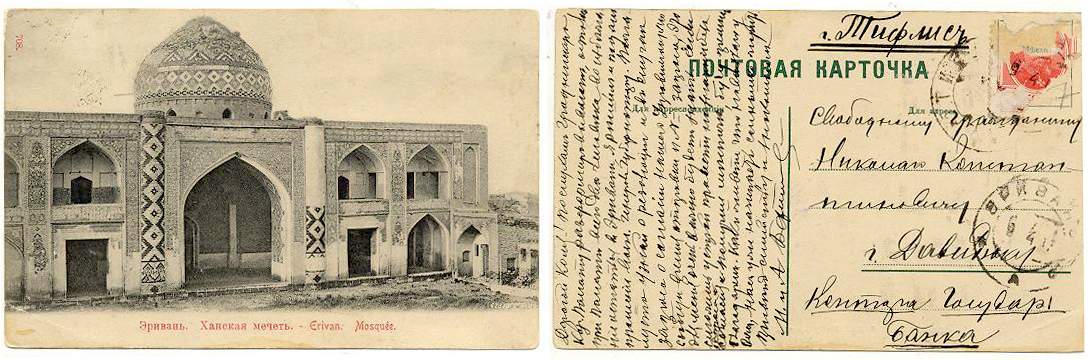
Russische Postkarte von 1917
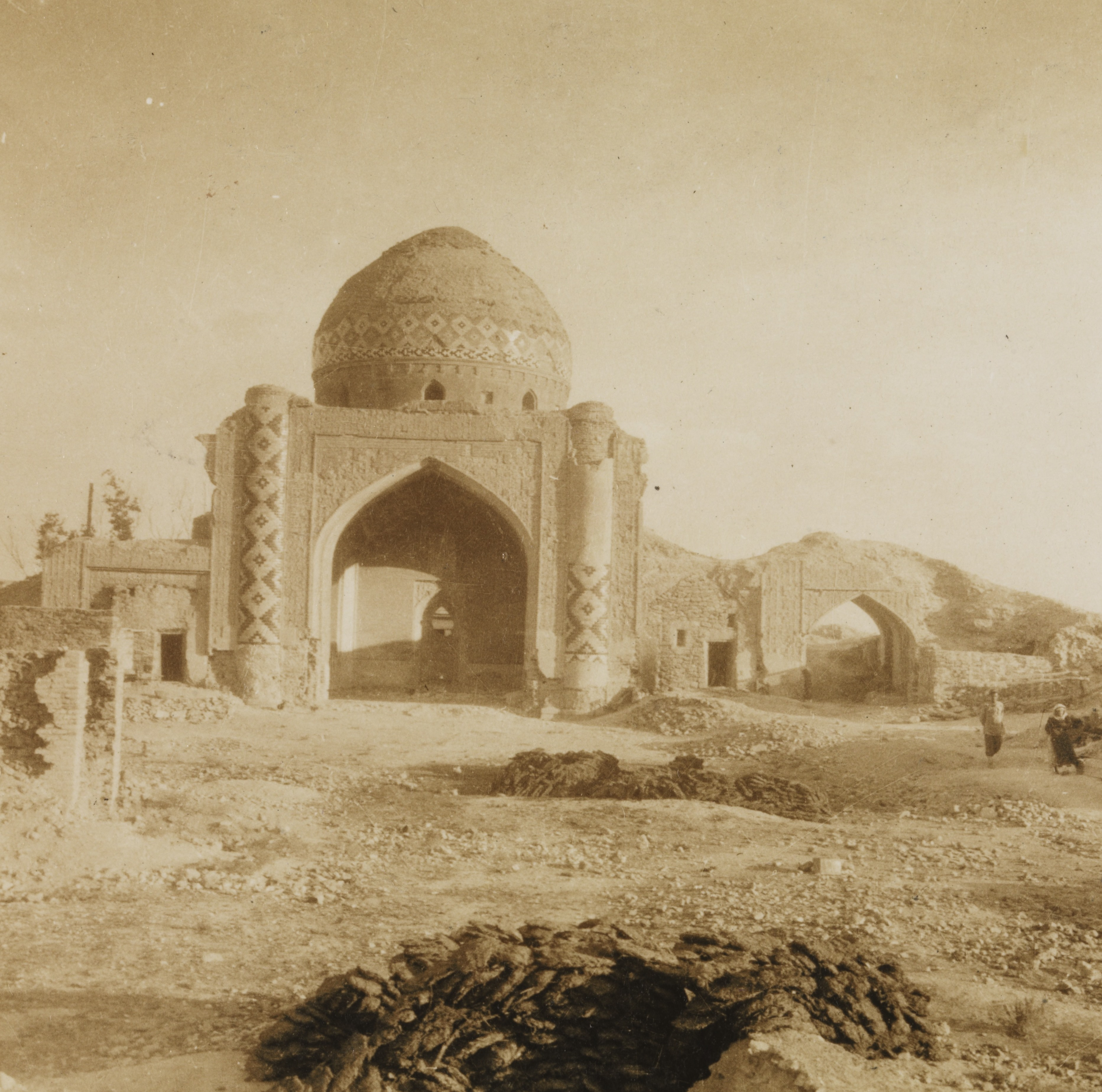
Zustand im Juni/Juli 1925, Foto einer von Fridtjof Nansen geführten Kommission
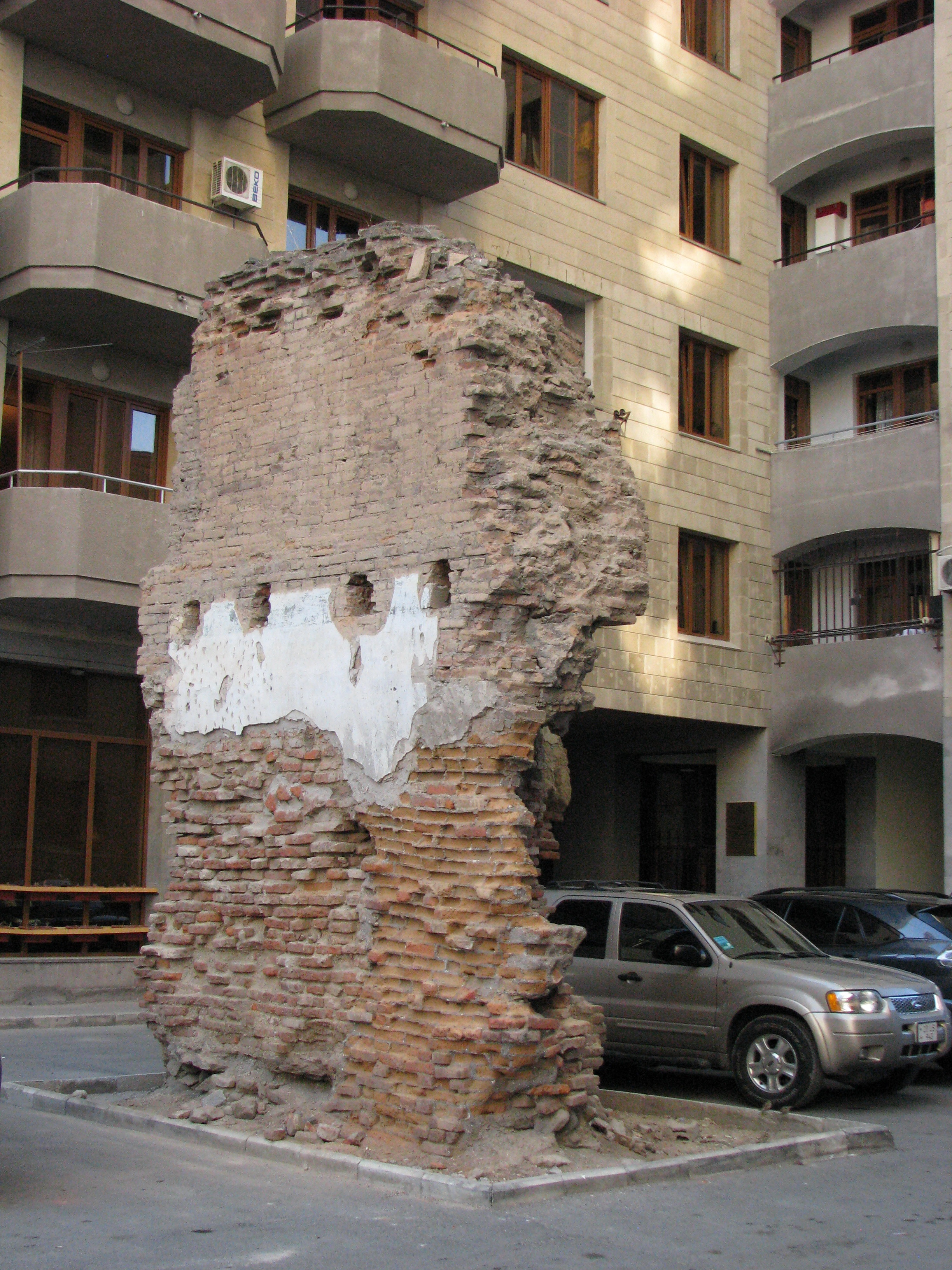
Letzte Mauerreste im Jahr 2013